# Taras Bidenko
Taras Oleksandrowytsch Bidenko (ukrainisch Тарас Олександрович Біденко; * 8. Februar 1980 in Kiew) ist ein ukrainischer Schwergewichtsboxer.

## Laufbahn
Bidenko bestritt seinen ersten Profikampf im Juni 2000. In seinem erst vierten Kampf traf er im Juli 2002 in Seoul auf Nikolai Walujew; mit zu diesem Zeitpunkt 29 Kämpfen in bereits neun Profijahren deutlich erfahrener als Bidenko. Walujew siegte über die Distanz von zwölf Runden nach Punkten.
Seit 2004 steht Bidenko in Deutschland beim Hamburger Boxstall Spotlight Boxing unter Vertrag. Sein Trainer ist Magomed Schaburow. Am 14. Dezember 2004 gewann er durch einen Sieg über Konstantin Onofrei den Titel des Internationalen Deutschen Meisters im Schwergewicht. In seinem nächsten Kampf traf er am 29. März 2005 auf seinen Landsmann Wolodymyr Wirtschis. Bidenko lag trotz eines Niederschlages in der zweiten Runde zu Beginn der zwölften und letzten Runde nach Punkten deutlich vorne, verlor aber knapp eine Minute vor Kampfende noch durch einen schweren K. o.
2006 konnte er zwei ungeschlagene Amateurstars besiegen, zunächst den Schweden Aldo Colliander, dann im August gewann er knapp nach Punkten gegen Olexij Masikin, Vizeamateurweltmeister von 2001.
Im Oktober 2006 gewann er vorzeitig gegen Andreas Sidon und gewann damit den vakanten WBA Inter-Continental-Titel welchen er 2008 allerdings niederlegte.
Nachdem er seine nächsten sechs Kämpfe gewinnen konnte, kämpfte er im Juni 2009 gegen den bei Universum Box-Promotion unter Vertrag stehenden Denis Boytsov erneut um den WBA Inter-Continental-Titel. Diesmal musste er allerdings eine Niederlage durch einen technischen K. o. in der sechsten Runde einstecken.